# Förmitz (Saale)
Die Förmitz ist ein rechter Nebenfluss der „Sächsischen“ Saale in Oberfranken.

## Name
Der Name der Förmitz ist slawischer Herkunft und bedeutet Föhrenbach. Zuweilen wird sie auch Förmitzbach genannt.

## Geographie

### Förmitzquelle
Die Förmitzquelle liegt auf dem Gebiet der Marktgemeinde Sparneck im Wald etwa einen halben Kilometer südöstlich von dessen Weiler Brandenstumpf auf etwa 645 m ü. NHN am unteren Nordabfall des 857 m ü. NHN hohen Bergkopfs. Der Jean-Paul-Weg auf der Strecke von Sparneck zum Großen Waldstein und die Via Porta führen an der Quelle vorbei.

### Verlauf
Der dort entspringende Bach fließt zunächst hangabwärts nach Nordwesten und wendet sich nahe bei Brandenstumpf noch im Wald auf fast bis zuletzt nordöstlichen Lauf; dabei fließen ihm in der Folge alle seine wesentlichen Zuflüsse von rechts vom Nordwesthang des Bergrückens am Rande des Fichtelgebirges zu, die dort Quellen auf bis zu 700 m ü. NHN entspringen. Er wechselt bald aufs Gemeindegebiet von Weißdorf, unterquert dort die St 2176 von Weißdorf nach Kirchenlamitz und passiert  den ersten Siedlungsplatz Lohmühle an seinem Ufer, eine ehemalige Getreidemühle.
Dann tritt er aufs Stadtgebiet von Schwarzenbach an der Saale über und durchquert dessen Dorf Förmitz. Unmittelbar danach mündet er in die Vorsperre der Förmitztalsperre, die dreiviertel Kilometer weiter im Nordosten nahe der Einöde Birkenbühl von einem den schlauchförmigen See von der Förmitztalsperre trennenden Wegdamm getrennt wird. Nach dessen Unterquerung fließt das Wasser der Förmitz in die sehr viel breitere Talsperre ein mit einer Fläche von 1,1 km² und einem Stauziel von 529 m ü. NHN, deren Abfluss verstromt wird, die aber hauptsächlich der Niedrigwassererhöhung der Saale dient. Ihr wird bei der Schnepfenmühle von Kirchenlamitz aus der Lamitz abgeschlagenes Wasser zugeleitet.
Der Sperrdamm zieht sich von Südwest nach Nordost parallel zum Saaletal. Nachdem unter diesem die Förmitz auf etwa 505 m ü. NHN wieder ausgetreten ist, fließt sie noch weniger als 300 Meter nordwestwärts, unterquert dabei die Bahnstrecke Bamberg–Hof und mündet jenseits von dieser auf 499 m ü. NHN von rechts in die Saale, etwa einen halben Kilometer talaufwärts der Ortsgrenze des Schwarzenbacher Kirchdorfes Förbau.
Die Förmitz mündet nach 6,8 km langem Weg mit mittlerem Sohlgefälle von etwa 22 ‰ rund 146 Höhenmeter unterhalb der Förmitzquelle.

### Einzugsgebiet
Das Einzugsgebiet der Förmitz ist 14,1 km² groß und liegt naturräumlich gesehen am Südostrand der Münchberger Hochfläche zum Fichtelgebirge, in dem möglicherweise ein Randsaum des Einzugsgebietes vielleicht sogar mit den höchsten Bachquellen liegt. Seinen höchsten Punkt erreicht es mit wenig über 850 m ü. NHN an seiner Südspitze auf dem Gipfelplateau des Bergkopfs.
Das Gebiet gehört zum Landkreis Hof, Anteile an ihm haben die Marktgemeinde Sparneck, mehr die Gemeinde Weißdorf, am meisten die Stadt Schwarzenberg an der Saale.
Reihum grenzt es an die Einzugsgebiete der folgenden Nachbargewässer:
- Im Westen fließt der kurze Tiefenbach zur Saale, im Nordwesten und Norden der Göllitzbach und der kleine Wendlersbach noch vor der Förmitz;
- im Nordosten entwässert ein kurzer Bach abwärts zur Saale;
- im Osten fließen einige Bäche, darunter als bedeutendster der Schiedabach, von links zur Lamitz, die erst abwärts von Schwarzenbach in die Saale einläuft;
- im Südwesten liegt jenseits des Bergrückens das Einzugsgebiet von deren linkem Zufluss Sandlohbach und der oberen Lamitz;
- im Süden jenseits des Bergkopfgipfels liegt hinter einem sehr kurzem Wasserscheidenabschnitt das Quellgebiet des Lehstenbachs, der über die Eger zur Elbe entwässert.

### Zuflüsse und Seen
- (Hangzufluss), von rechts und Südosten nordöstlich von Sparneck-Brandenstumpf, ca. 0,6 km,
- Gemösbach, von rechts und Ostsüdosten kurz vor der St 2176, ca. 1,1 km,
- (Zufluss vom Neuwiesenbrunnen), von rechts und Ostsüdosten kurz vor Weißdorf-Lohmühle, ca. 1,4 km,
- Kleinbach, von rechts und Südosten an der Lohmühle, ca. 2,2 km,
- (Zufluss vom Kälberbrunnen), von rechts und Südosten vor Schwarzenbach an der Saale-Förmitz, ca. 2,2 km,
- Fließt unmittelbar nach dem Ort Förmitz in den Vorsee der Förmitztalsperre ein.
- Übermaßbach, von rechts und Südosten in den Vorsee, ca. 1,7 km
- Fließt nahe Schwarzenbach-Birkenbühl in die Förmitztalsperre ein, 1,1 km²,
- Schafbach, von rechts und Ostsüdosten zuletzt verdolt in die Förmitztalsperre, ca. 1,1 km,
- Völkenbach, von rechts und Südosten bei Schwarzenbach-Völkenreuth in die Förmitztalsperre, ca. 0,6 km